# Ulysses (sondă spațială)

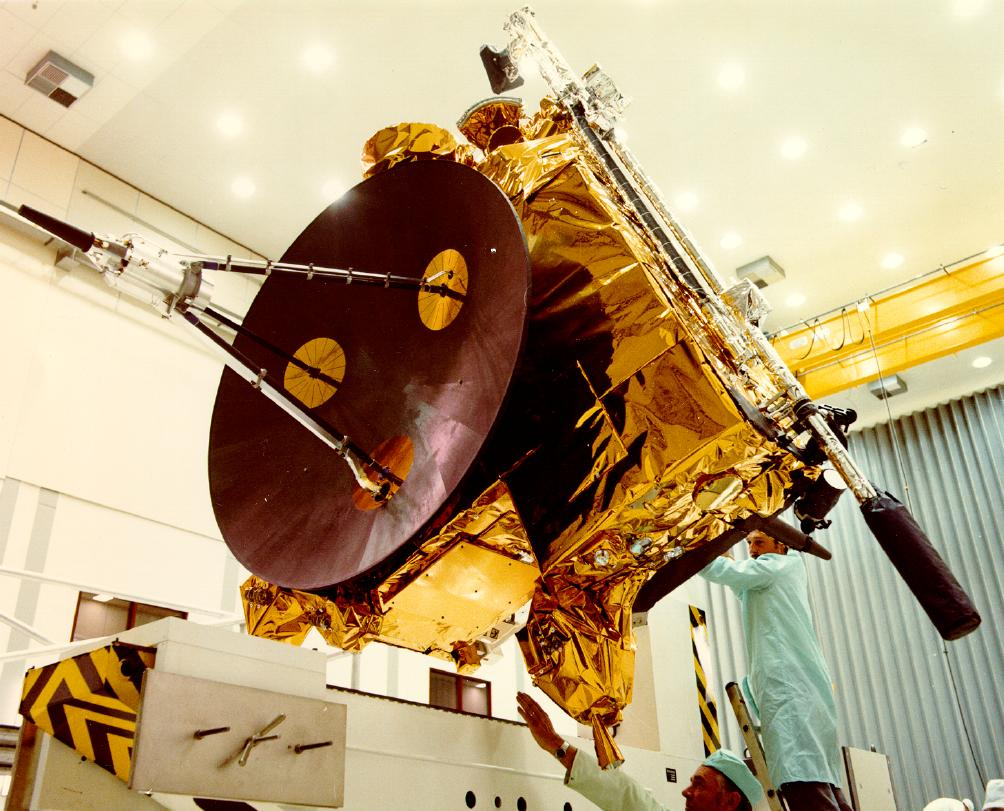
Sonda spaţială Ulysses

Ulysses este o sondă spațială dezvoltată conjunct de NASA și de Agenția Spațială Europeană care avea drept obiectiv studiul in situ al regiunilor vecine  Soareui (heliosfera) de la ecuator la cei doi poli pe durata unui ciclu solar. Măsurările efectuate erau îndreptate îndeosebi spre vântul solar, câmpul magnetic al Soarelui și mediul interstelar local. Lansată în 1990, cu ajutorul Navetei spațiale Discovery, sonda Ulysses a folosit asistența gravitațională a lui Jupiter pentru a reuși să părăsească ecliptica și să se plaseze pe o orbită heliocentrică polară.
Ulysses a fost primul instrument științific care a reușit să culeagă date la nivelul latitudinilor înalte ale Soarelui. Misiunea, prelungită în două rânduri, s-a încheiat în iunie 2009, după ce sonda a încheiat trei orbite în jurul Soarelui. Cele douăsprezece instrumente științifice au furnizat numeroase date și au modificat unele ipoteze până atunci comun împărtășite despre caracteristicile vântului solar și ale câmpului magnetic în regiunea latitudinilor înalte ale Soarelui.